# Veleposlaništvo Republike Slovenije v Združenih arabskih emiratih
Veleposlaništvo Republike Slovenije v Združenih Arabskih Emiratih (uradni naziv Veleposlaništvo Republike Slovenije Abu Dabi, Združeni Arabski Emirati) je rezidenčno diplomatsko-konzularno predstavništvo Republike Slovenije v Združenih Arabskih Emiratih s sedežem v Abu Dabiju. Deluje od leta 2018.
Trenutna veleposlanica je Natalia Al Mansour.

## Veleposlaniki
- Natalia Al Mansour (2022–danes)
- Oto Pungartnik (2018–2022)